# Girl at Sewing Machine
Girl at Sewing Machine (pt: "Rapariga na Máquina de Costura") é uma pintura de 1921 de Edward Hopper. Retrata uma jovem sentada numa máquina de costura de frente para uma janela num belo dia ensolarado. O local parece ser Nova York, como é evidente, pelos tijolos amarelos na janela. O ponto de vista exterior, está presente para ajudar a colocar a atividade interior em perspectiva.
É uma das primeiras de muitas das "pinturas com janela" de Hopper. A decisão de constituir uma jovem mulher em pose de frente para a sua costura é dito ser a perspectiva de Hopper sobre a solidão.
A pintura é a inspiração para um poema de Mary Leader, com o mesmo nome.